# Catch the Fox (Caccia alla volpe)
Catch the Fox (Caccia alla volpe) – singel Den Harrow, wydany w 1986 roku nakładem wytwórni Baby Records, promujący album Day by Day. Piosenkę zaśpiewał Tom Hooker.
Tytułowy utwór zajął 8. miejsce na szwajcarskiej liście przebojów, 16. na szwedzkiej oraz 27. na niemieckiej.
We Włoszech wydano również remix singla, różniący się zawartością.

## Lista utworów

### Catch the Fox (Caccia alla volpe) – 7″
1. „Catch the Fox (Caccia alla volpe)” (3:57)
2. „Instrumental Catch” (4:14)

### Catch the Fox (Caccia alla volpe) – 12″
1. „Catch the Fox (Caccia alla volpe)” (6:05)
2. „Instrumental Catch” (5:27)

### Catch the Fox (Caccia alla volpe) (Remix)
1. „Re-Catch the Fox (Caccia alla volpe)” (5:56)
2. „Catch the Fox (Caccia alla volpe) (Original Version)” (6:08)

## Wykonawcy
- Tom Hooker – wokal
- Miki Chieregato – instrumenty klawiszowe
- Roberto Turatti – perkusja